# ビルド・ムセアット

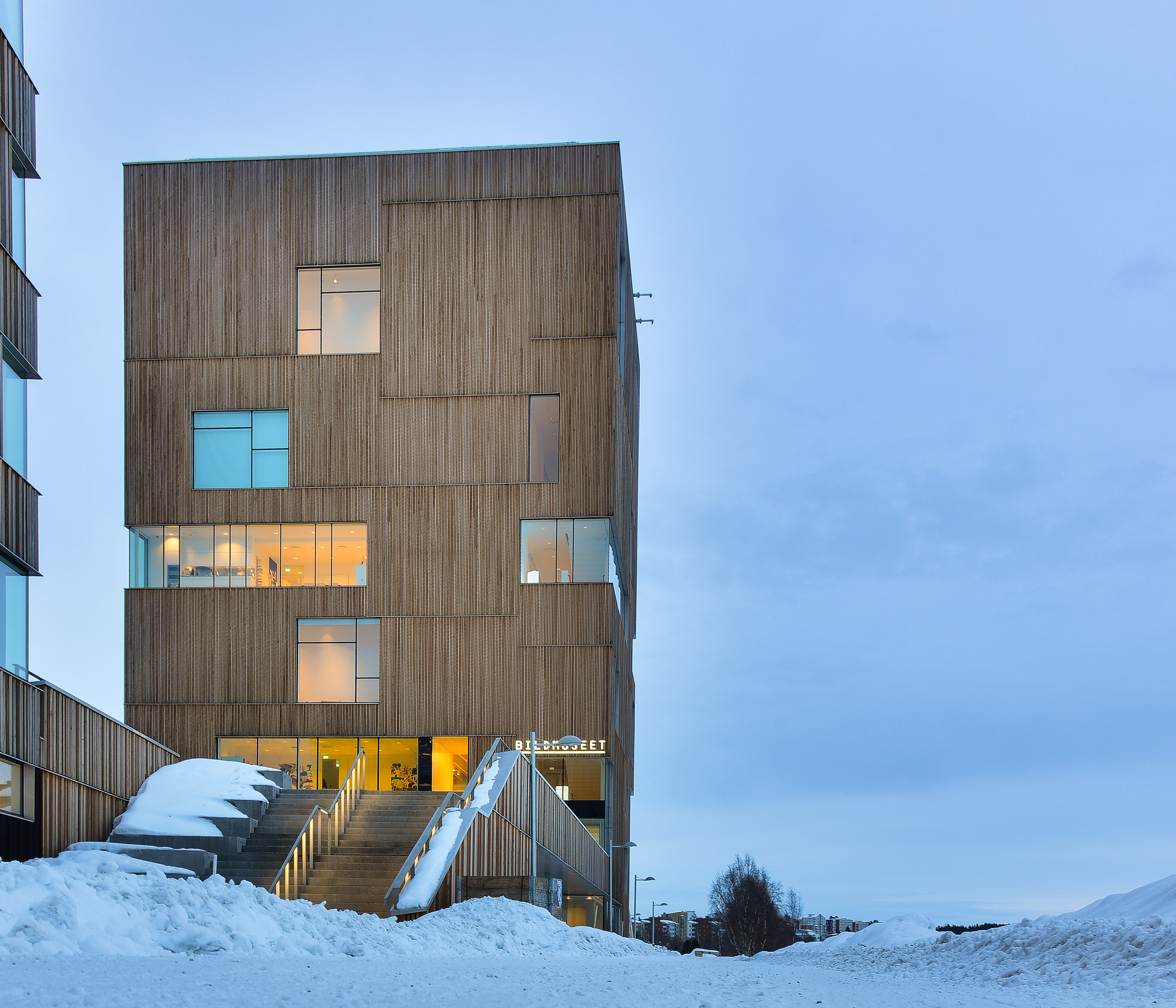
ウメオ大学芸術校にあるビルド・ムセアットの新しい建物

ビルド・ムセアット（スウェーデン語: Bildmuseet）とは、スウェーデンのウメオにある現代美術館である。

## 歴史
ビルド・ムセアットとは絵の美術館という意味であり、1981年にウメオ大学で設立された。ビルド・ムセアットはスウェーデンや世界の現代芸術や視覚文化、デザインやアーキテクチャ（様式）などを展示し、展示会に関連した講義や上映会、演奏会や興行、ワークショップ（体験型講座）などを催している。ビルド・ムセアットは1981～2011年まではヴェステルボッテン・ミュージアムにあったが、2012年春にウメオ大学芸術キャンパスの新しい建物に移転した。新しい建物は7階建てで、設計はヘニング・ラーセン設計が行い 、2012年5月19日に公開された。建物の窓はランダムに配置され、外壁は唐松の化粧板が張られており、唐松はやがて灰色に変化していく予定である。内部の装飾は白が基調で、窓からはウメ川の岸辺を見渡す事が出来る。